# 女性史
女性史（じょせいし、英語: Women's history; フランス語: histoire des femmes）は、女性を主体として取り上げた視点による歴史研究。アナール以降の「新しい歴史学」の一つである。
女性史は1900年代の初頭から存在していたが、一つの視座として広く認識されるようになったのは20世紀後半の事である。それまで歴史学において、女性君主や、権力者と強いコネクションを持つ女性といった特殊な個人を別にすれば、女性は総じて受動的であり、歴史の表舞台に立つ存在ではないと考えられていた。この視座はナポレオン法典以降の「近代的家族」における女性認識に基づいており、伝統的価値観と結びつき、20世紀前半までは根本的な疑義を投げかけられる事はなかった。しかし1960年代になると欧米において女性運動などがさかんになると、新しい価値観と視座から伝統的な家族観・女性観に疑問が提起され、女性を歴史の主体として取り上げる「女性史」や「家族史」が脚光を浴びる様になり、貴族から庶民に至る多種多様な階層の女性の生き方や自立性、夫婦・親子の問題、家庭・家政や相続の問題、生業などさまざまなテーマが論じられている。
女性史はフェミニズムなどの分野をも含むが、その中心的な関心はむしろ女性の日常生活上にある。これは20世紀前半以前における女性の公領域でのプレゼンスの少なさも要因の一つではあるが、女性史も含む「新しい歴史学」自体が、旧来の政治史・経済史からは見えてこない領域を主たる研究対象の一つとしてきた事と関連している。その様な意味では、女性史は最も典型的な「新しい歴史学」といえる。

## 各国の女性史
- 女性史(英語版)(en:Women's history)
- 日本の女性史
  - 日本の女性史年表
  - 女工哀史
- 中国の女性史
- 韓国の女性史（英語版）
- フィリピンの女性史（英語版）
- タイの女性史（英語版）
- インドの女性史（英語版）
- アラブの女性史（英語版）
- メキシコの女性史（英語版）
- キルギスの女性史（英語版）
- ウクライナの女性史（英語版）